# Bianca Shomburg
Bianca Shomburg (Hiddenhausen, 17 settembre 1974) è una cantante tedesca.

## Biografia
Dopo aver vinto al talent show European Soundmix Show 1996, Shomburg venne scritturata dall'etichetta di Harold Faltermeyer, che produsse il primo singolo della cantante I Believe in Love, composta da Ralph Siegel e originariamente scritta per Esther Ofarim. Nel 1997, Shomburg venne scelta per rappresentare la Germania all'Eurovision Song Contest 1997 con Zeit, che si piazzò soltanto al diciottesimo posto. In seguito, la cantante pubblicò l'album in lingua inglese It's My Time (1997), che ebbe scarsissimo successo. Più tardi, Shomburg fu un'insegnante di canto al reality Deutschland sucht den Superstar. Dal 2008 fa parte della band country rock Nashfield.

## Discografia

### Album
- 1997 – It's My Time

### Singoli
- 1996 – I Believe in Love
- 1997 – Zeit
- 1997 – Only Your Love
- 1998 – Ich lieb' dich mehr
- 1999 – Ich glaub noch immer an Wunder